# تیم ملی فوتبال زیر ۲۰ سال برزیل
تیم ملی فوتبال زیر ۲۰ سال برزیل (انگلیسی: Brazil national under-20 football team) یا تیم ملی فوتبال جوانان برزیل نمایندهٔ فوتبال کشور برزیل در بازی‌های فوتبال زیر ۲۰ سال قاره‌ای و جهانی است.
این تیم تاکنون ۱۱ بار در مسابقات قهرمانی جوانان آمریکای جنوبی قهرمان شده‌است و پرافتخارترین تیم این مسابقات است. همچنین تیم جوانان برزیل با ۵ عنوان قهرمانی در جام جهانی فوتبال زیر ۲۰ سال پس از آرژانتین که ۶ بار قهرمان شده‌است، از موفق‌ترین تیم‌های جهان بوده است.
از بازیکنان سرشناسی که در این تیم بازی کرده‌اند می‌توان به رونالدینیو، کاکا، ریوالدو، روماریو، مارکوس رابرتو سیلورا رایس، روبرتو کارلوس، سزار سامپایو، کلودیو تافارل، ببتو، دیدا، نیمار، دنی آلوز، مایکون، آدریانو لیته رایبیرو، خولیو باپتیستا، لوئیسائو، الیکساندرو دا سوزا، جیوانی البر، لئوناردو آراخو، مولر، پائولو سیلاس، مارسلو، داوید لوییس، ویلیان بورجس دا سیلوا، جو و لوکاس مورا اشاره کرد.

## عناوین و افتخارات
- جام جهانی فوتبال زیر ۲۰ سال:
  - قهرمانی (۵): ۱۹۸۳، ۱۹۸۵، ۱۹۹۳، ۲۰۰۳، ۲۰۱۱
  - نائب قهرمانی (۴): ۱۹۹۱، ۱۹۹۵، ۲۰۰۹، ۲۰۱۵
- مسابقات قهرمانی جوانان آمریکای جنوبی:
  - قهرمانی (۱۱): ۱۹۷۴، ۱۹۸۳، ۱۹۸۵، ۱۹۸۸، ۱۹۹۱، ۱۹۹۲، ۱۹۹۵، ۲۰۰۱، ۲۰۰۷، ۲۰۰۹، ۲۰۱۱
  - نائب قهرمانی (۷): ۱۹۵۴، ۱۹۷۷، ۱۹۸۱، ۱۹۸۷، ۱۹۹۷، ۲۰۰۳، ۲۰۰۵

### مسابقات دوستانه
- مسابقات تولون:
  - قهرمانی (۸): ۱۹۸۰، ۱۹۸۱، ۱۹۸۳، ۱۹۹۵، ۱۹۹۶، ۲۰۰۲، ۲۰۱۳، ۲۰۱۴
- COTIF:
  - قهرمانی (۳): ۱۹۹۰، ۲۰۰۲، ۲۰۱۴

### عناوین فردی
- جام جهانی فوتبال زیر ۲۰ سال

| سال  | توپ زرین     | توپ نقره‌ای    | توپ برنزی |
| ---- | ------------ | ------------- | --------- |
| ۱۹۸۳ | جیوانی       |               |           |
| ۱۹۸۵ | پائولو سیلاس |               |           |
| ۱۹۸۹ | بیسمارک      |               |           |
| ۱۹۹۳ | آدریانو      |               |           |
| ۱۹۹۵ | کایو ریبریو  |               |           |
| ۲۰۰۹ |              | آلکس تیشیرا   | جولیانو   |
| ۲۰۱۱ | هنریکه       |               |           |
| ۲۰۱۵ |              | دنیلو باربوسا |           |

| سال  | توپ زرین               | توپ نقره‌ای | توپ برنزی |
| ---- | ---------------------- | ---------- | --------- |
| ۱۹۷۷ | گینه                   |            |           |
| ۱۹۸۳ | جیوانی فاریا دا سیلوا  |            |           |
| ۱۹۹۷ | آدیلتون مارتینز بولزان |            |           |
| ۲۰۰۳ | دودو سیارانس           |            |           |
| ۲۰۱۱ | هنریکه                 |            |           |

## بهترین گل‌زنان
| رتبه | بازیکن                        | سال(ها) | تعداد گل |
| ---- | ----------------------------- | ------- | -------- |
| ۱    | آدیلتون مارتینز بولزان        | ۱۹۹۷    | ۱۸       |
| ۲    | نیمار                         | ۲۰۱۱    | ۹        |
| ۳    | رودریگو گرال                  | ۱۹۹۹    | ۸        |
| ۳    | لئو باپتیستائو                | ۱۹۹۹    | ۸        |
| ۵    | هنریکه آلمیدا کایسیستا ناسنتس | ۲۰۱۱    | ۷        |
| ۶    | جیوانی فاریا دا سیلوا         | ۱۹۸۳    | ۶        |
| ۶    | رونالدینیو                    | ۱۹۹۹    | ۶        |
| ۶    | آدریانو لیته رایبیرو          | ۲۰۰۱    | ۶        |
| ۶    | دانیل کاروالیو                | ۲۰۰۳    | ۶        |
| ۶    | دودو سیارانس                  | ۲۰۰۳    | ۶        |
| ۶    | الکساندر پاتو                 | ۲۰۰۷    | ۶        |
| ۶    | آلان کاردک                    | ۲۰۰۹    | ۶        |
| ۶    | مارکوس گویلرمه                | ۲۰۱۵    | ۶        |